# Westerberg (Baumberge)

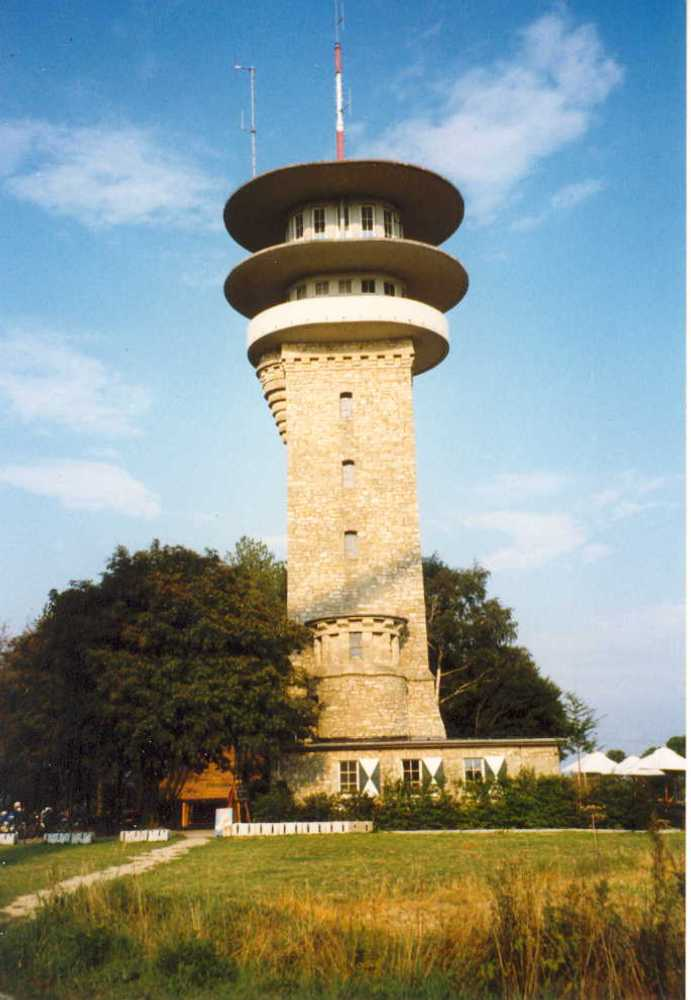
Der Longinusturm

Der Westerberg, auch Westerather Berg genannt, ist mit 188,7 m ü. NHN die höchste Erhebung der in der Westfälischen Bucht befindlichen Baumberge und des Münsterlands. Auf ihm stehen der Aussichtsturm Longinusturm und der WDR-Sender Münster-Baumberge.

## Geographische Lage
Der Westerberg befindet sich mit seiner unbewaldeten Kuppe im Westmünsterland zwischen Böckinghausen (östlicher Ortsteil von Billerbeck), Lasbeck (südwestlicher Ortsteil von Havixbeck) und Stevern (nordöstlicher Ortsteil von Nottuln). Südlich des Bergs entspringt die Stever, nordöstlich liegen die Hangsbachquellen und östlich die Lasbecker Aaquellen und Arningquelle.
Von den vorgenannten Ortsteilen kann der Westerberg auf Landes- und Kreisstraßen aufgesucht werden. An der über die nördlichen Hochlagen führenden K 19 liegen zum Beispiel der Weiler Baumberg (zu Billerbeck) und ein Sandsteinbruch.

## Longinusturm
Am Gipfel des Westerbergs wurde zwischen 1897 und 1901 vom Baumberge-Verein der rund 32 m hohe Longinusturm als Aussichtsturm aus Baumberger Kalksandstein errichtet. Im Erdgeschoss befinden sich ein Café und ein Kiosk. Gegen ein Entgelt ist der Aufstieg zur Aussichtsplattform möglich, die Aussicht in die Baumberge und die Westfälische Bucht bietet. 

## Wandern und Baumbergschnecke
Der Westerberg mit dem Longinusturm ist ein beliebtes Ausflugsziel und Ausgangs- oder Endpunkt für Wanderungen, die zum Beispiel ins Stevertal führen oder von dort kommen. Vom Longinusturm aus fährt ein zu einem Aussichtsbus umgebauter ehemaliger Flughafenbus unter dem Namen Baumbergschnecke durch die Waldlandschaft. Weiterhin werden Segwaytouren durch die Baumberge angeboten.

## Sehenswürdigkeiten
Ausflugsziele in der Umgebung des Westerbergs neben der Landschaft der Baumberge sind:
- Billerbecker Ludgerus-Dom
- Johanniskirche Billerbeck mit Kirchplatz
- Wassermühle Schulze Westerath
- Baumberger Sandsteinmuseum
- Burg Hülshoff
- Nottulns historischer Ortskern mit der Pfarr- und Stiftskirche St. Martinus